# کیوی‌جت
کیوی‌جت (به انگلیسی: Kiwijet) یک شرکت هواپیمایی نیوزیلندی بود که در تاریخ ۱ مه ۲۰۰۷ میلادی تأسیس شده بود و یک فروند هواپیمای بی‌ای‌ئی ۱۴۶ در ناوگان خود داشت.